# CIVICAT
El Centre d'Informació Viària de Catalunya o Centro de Información Viaria de Cataluña (en español, CIVICAT) es un organismo oficial de la Generalitаt de Cataluña, España, que depende del Servicio Catalán de Tráfico. Su función es la gestión e información del tráfico en Cataluña, así como las competencias de seguridad vial.

## Introducción
El CIVICAT efectúa el seguimiento y control de las acciones de gestión de tráfico para el Servei Català de Trànsit (SCT) (Servicio catalán de tráfico), cuya función es informar a los usuarios sobre todo lo que refiere al tráfico y a la mejora de la seguridad vial en las vías de Cataluña.
El CIVICAT dispone de diferentes sistemas para capturar la información sobre el estado de las vías y la situación del tráfico. Uno de ellos está compuesto de unas 500 cámaras en directo (2008) que reciben en tiempo real la información. Posteriormente es validada por un equipo de técnicos, las 24 horas del día, los 365 días del año, mediante una aplicación conocida como concentrador de información de tráfico (CIT). En función de la información obtenida, el CIVICAT realiza diferentes funciones destinadas a garantizar la seguridad y fluidez del tráfico, y el confort de los conductores y usuarios de la vía.

## Funciones del Civicat

### Proyecto Mare Nostrum
Es un grupo de trabajo dentro del proyecto eurorregional SERTI que busca la armonización del uso de los contenidos de los paneles de mensajes variables en toda su área de competencias. El objetivo último es optimizar el servicio de una manera homogénea, de manera que el conductor no perciba “fronteras” de uso en el corredor desde Sevilla (España) a Trieste (Italia). Está contemplado en el "Pla Català de Seguretat Vial" (Plan catalán de seguridad vial).

### Gestión del tráfico
El "grupo de trabajo Coordinación Francia" está formado por SCT, Mossos d’Esquadra, ACESA, DGT, Ministerio de Fomento, ASF, autoridades de Marsella, la Prefectura de Perpiñán, la Policía del aire y fronteras francesa, Ministerio de Transportes francés, y otros. Se reúnen periódicamente para coordinar y proponer protocolos y medidas de actuación, así como llevar a cabo la evaluación de la gestión de incidentes y situaciones de crisis, con el fin de mejorar los mecanismos de gestión y coordinación transfronteriza. La coordinación se ejecuta mediante la definición de dos protocolos:
- Protocolo de actuaciones y medidas, que recoge el listado de actuaciones que cada actor implicado se compromete a llevar a cabo ante una determinada situación de crisis, en función de la localización del incidente y de la gravedad del mismo.

- Protocolo de comunicaciones, que establece los mecanismos de comunicación y notificación entre las diferentes organizaciones, evitando redundancias y facilitando la interlocución.

Las diferentes estructuras administrativas se han resuelto mediante la definición de dos categorías de actuación: 
- Nivel general: AP-7/A-9, por su carácter estratégico, requiere diferentes actores implicados.

- Nivel local: resto de pasos fronterizos, que presentan unas competencias de gestión diferenciadas.

### Información al usuario
Un sistema WAP permite al usuario acceder a la información del SCT dividida en tres partes: incidencias, gestiones y ayuda de funcionamiento del servicio WAP. Esta herramienta se ha desarrollado dentro del proyecto europeo SERTI, en el que el SCT participa conjuntamente con las administraciones de tráfico de Alemania, Francia, Italia y Suiza a fin de ofrecer un servicio de información a los usuarios del corredor Mediterráneo, entre otras funciones.